# Anii 1940 în informatică
- Anii 1930 în informatică — Anii 1940 în informatică — Anii 1950 în informatică

Anii 1940 în informatică se poate referi la:
- 1940 în informatică
- 1941 în informatică
- 1942 în informatică
- 1943 în informatică
- 1944 în informatică
- 1945 în informatică
- 1946 în informatică
- 1947 în informatică
- 1948 în informatică
- 1949 în informatică